# Gonomyia (Leiponeura) inaequistyla
Gonomyia (Leiponeura) inaequistyla is een tweevleugelige uit de familie steltmuggen (Limoniidae). De soort komt voor in het Oriëntaals gebied.